# Jean Gaberel
Jean Gaberel né à Jussy (GE) le 28 mars 1810 et mort le 5 février 1889 à Genève, est un théologien et historien suisse.

## Biographie
Fils d'un pasteur, Jean Gaberel est destiné à une carrière dans le commerce. Dans sa jeunesse, il étudie l'italien, puis très vite se détourne de cette langue et opte pour la théologie. En 1837, il est consacré pasteur.
Il séjourne à Paris et à Londres avant d'occuper sa fonction pastorale en Italie, à Gênes. Il prêche notamment pour la communauté vaudoise du Piémont. En séjour à Turin, il consulte les archives d'État : les informations qu'il en tire sur les relations entre Genève et la maison de Savoie au XVIe siècle feront l'objet de nombreuses publications.
De retour en Suisse en 1847, il occupe sa fonction de pasteur dans différents villages du canton de Vaud et publie des articles et des ouvrages sur la vie des protestants et de l'Église réformée. Il est aussi l'auteur à cette époque d'une histoire de l'Escalade. De retour à Genève, il devient chapelain de la prison, puis du Collège.
À cette époque, le pasteur Gaberel instaure la tradition des lecture du récit de l'Escalade en classe.	  	
Cependant, en 1855, le gouvernement fazyste interdit ces lectures et évocation de la nuit du 12 décembre en raison de plaintes de catholiques et de la volonté de ménager les confessions.
À la suite de cet événement, Gaberel organise dès 1856 et jusqu'en 1884 des conférences publiques remplaçant les anciennes lectures pour ses élèves. Ces événements connaissent un très grand succès populaire et, d'année en année, le rendez-vous de l'après-midi du 12 décembre attirant des milliers de personnes ; la conférence déménage du casino de Saint-Pierre (rue de l’Évêché) à la salle de la Réformation (inaugurée dans le quartier de la Jonction en 1867 ; démolie en 1969).
À la suite d'une chute, Gaberel tombe malade et meurt le 5 février 1889 à l'âge de 79 ans.

## Sources
- Compagnie de 1602: 1926-1946, Genève 1946.
- Michel Grandjean, « Jean Gaberel » dans le Dictionnaire historique de la Suisse en ligne, version du 14 juin 2007.